# 雷西瓦河
雷西瓦河是俄羅斯的河流，位於彼爾姆邊疆區，屬於丘索瓦亞河的左支流，河道全長112公里，流域面積1,010平方公里，河畔城鎮有雷西瓦。